# Estado Mayor de la Defensa Nacional de Chile
El Estado Mayor de la Defensa Nacional de Chile fue un organismo principalmente estratégico, dependiente del Ministerio de Defensa Nacional, y tenía como función coordinar las actividades del Ejército, Armada y la Fuerza Aérea, tanto en tiempo de paz, como para movilizar a las fuerzas en tiempo de guerra.
Se creó —en el marco de los acontecimientos de la Segunda Guerra Mundial— como una entidad que permitiera a Chile coordinar las instituciones de la Defensa Nacional a través de un organismo superior. Luego de largas sesiones, la idea fue tomando fuerza en cuanto a organización, mando, atribuciones y materias de trabajos específicos. Fue así como el 18 de junio de 1942 —en sesión secreta del Consejo Superior de Defensa Nacional— fue creado el Estado Mayor de la Defensa Nacional, con carácter de organismo asesor y dependiente del Ministerio de Defensa Nacional.
Su misión era realizar todo trabajo o estudio que determine el Ministerio de Defensa Nacional; preparar y mantener actualizados los documentos referidos a la Seguridad Nacional y a la Defensa Nacional; coordinar -junto con Carabineros y la Policía de Investigaciones- las actividades relacionadas con la seguridad interior del país; relacionar las actividades de fuerzas de paz chilenas con la ONU; efectuar -en coordinación con la Dirección General de Movilización Nacional- todo trabajo o estudio relacionado con la Movilización Nacional que disponga el Consejo Superior de Seguridad Nacional y organizar la ejecución de las funciones y tareas conjuntas que deban realizar las Instituciones de las Fuerzas Armadas. 
En el año 2010, el Estado Mayor de la Defensa Nacional fue suprimido y reemplazado por el Estado Mayor Conjunto (EMCO) que heredó sus atribuciones y funciones y al cual se le agregaron nuevas funciones a fin de adecuar su accionar a los tiempos modernos. El Jefe del EMCO será un Oficial General de 3 estrellas, que en cada rama equivale a: General de División en el Ejército, Vicealmirante en la Armada y General de Aviación en la Fuerza Aérea de Chile. 

## Jefe del Estado Mayor de la Defensa Nacional
El Jefe y el Subjefe del Estado Mayor de la Defensa Nacional eran siempre militares generales, designados de manera que ninguno de los dos provenga de la misma Institución, y las instituciones militares tenían uno de sus oficiales en los cargos de manera rotativa.
Era seleccionado entre los más aptos oficiales generales expertos en Estado Mayor del Ejército, Armada y de la Fuerza Aérea. Actualmente el cargo es desempeñado por el general de División Alfredo Ewing. Hasta el 29 de diciembre de 2008 el cargo lo desempeñó el general de Aviación Iván Fabry Rodríguez.
El subjefe del Estado Mayor de la Defensa Nacional es el general de Brigada Marcos López Ardiles.
El organismo fue dirigido hasta el 22 de diciembre de 2006 por el Vicealmirante Jorge Huerta Dunsmore, por el lapso de dos años.